# Sigurd I Krzyżowiec
Sigurd I Krzyżowiec (norw. Sigurd I (Magnusson) Jorsalfare) (ur. ok. 1090, zm. 26 marca 1130) – król Norwegii w latach 1103-1130 z dynastii Yngling.

## Życiorys
Urodzony ok. 1090, pozamałżeński syn króla Norwegii Magnusa III Bosego (panował 1093-1103) i nieznanej z imienia matki (prawowitą żoną Magnusa III była Małgorzata Fredkulla, córka króla Szwecji Inge I z rodu Stenkila, jednak wszystkie dzieci Magnusa III pochodziły ze związków pozamałżeńskich). Jego przyrodnimi braćmi byli Eystein I, Olaf i Harald IV Gille.
Gdy król Magnus III, ojciec Sigurda, w 1098 zajął Orkady, Hebrydy i wyspę Man (tworzące razem Królestwo Mann i Wysp), Sigurd w tym samym roku przyjął od ojca tytuł jarla Orkadów. W tym czasie poślubił Biadmuin, córkę jednego z irlandzkich władców.
Po śmierci ojca w 1103 r. Sigurd oraz jego bracia Eystein I i Olaf zostali obwołani królami Norwegii, przy czym Sigurd I objął władzę w północnej części kraju, a Eystein I w południowej. Olaf jako najmłodszy i niepełnoletni nie objął samodzielnych rządów (zmarł w 1115). Gdy w wyniku I krucjaty powstało na Bliskim Wschodzie Królestwo Jerozolimskie, Sigurd I w 1107 przypiął krzyż krzyżowców i wyprawił się ze swoją flotą w podróż morską do Ziemi Świętej. W tymże roku przybył do Portugalii, gdzie wziął udział w walkach z Maurami. W ich trakcie zdobył m.in. w 1108 r. Zamek Maurów, dominujący nad Sintrą. Następnie popłynął do Ziemi Świętej, gdzie w 1110 jego flota pomogła królowi Baldwinowi I zdobyć miasto Sydon. Po opuszczeniu Jerozolimy popłynął do Konstantynopola, gdzie podarował swoje okręty cesarzowi, w zamian otrzymał konie i przewodników, którzy doprowadzili go do granic cesarstwa. Rok później Sigurd I powrócił do Norwegii, w której pełnię władzę sprawował Eystein I, zajmując ziemie należące do Sigurda i usuwając z urzędów jego zwolenników. Po powrocie Sigurd wymusił na bracie zwrot swojej dzielnicy, a po jego śmierci (1123) objął samodzielne rządy w całym królestwie. Wkrótce wybuchła wojna z królem Szwecji Inge II, po zakończeniu której Sigurd I przyłączył do swego władztwa Smalandię. Kolejnym sukcesem Sigurda było uzyskanie zgody papiestwa na założenie biskupstwa w Gardarze (obecnie Igaliku) na Grenlandii (1126), podległego początkowo, podobnie jak cała Norwegia, duńskiej archidiecezji Lund, a później (po 1152), archidiecezji Nidarosu (Trondheim). Pod koniec życia Sigurd zaczął ujawniać objawy choroby umysłowej, co m.in. było przyczyną, dla której w 1129 uznał przybyłego rok wcześniej na królewski dwór Haralda Gille za syna Magnusa III i uznał go za spadkobiercę wspólnie ze swym synem Magnusem IV (zwanym Ślepym), pod warunkiem, że Harald złoży przysięgę lojalności wobec Magnusa.
Sigurd I zmarł 26 marca 1130. Z pierwszego małżeństwa nie doczekał się potomstwa. Jego drugą żoną była poślubiona około 1116 roku Malmfryda, księżniczka ruska, córka Mścisława, wielkiego księcia kijowskiego (zm. 1132). Król rozwiódł się z Malmfrydą, gdy już chorował, w 1128. Z tego związku pochodziła córka Krystyna (zm. 1178), poślubiła Erlinga Skakke, dzieckiem tej pary był późniejszy król Norwegii Magnus V. Drugim, pozamałżeńskim dzieckiem Sigurda I był syn Magnus IV Ślepy, król Norwegii w latach 1130-1135 (zg. 1139). Według legendy Sigurd został pochowany w murach kościoła Hallvard w Oslo. Kościół uległ zniszczeniu, ale w roku 1656 młodemu studentowi udało się ocalić czaszkę Sigurda. Czaszkę następnie przechowywano w Kopenhadze, w roku 1867 przewieziono ją do uniwersytetu w Christianii (Oslo). W roku 1957 czaszka została uroczyście złożona w nowym grobowcu Sigurda w Akershus.
Przydomek Sigurda I – Jorsalfare – oznacza w języku norweskim krzyżowca i jest skróconą formą słowa Jerusalem-fahrer.

## Sigurd I w kulturze
Na podstawie jego dziejów norweski pisarz Bjørnstjerne Bjørnson napisał dramat Sigurd Jorsalfar (1872), do którego Grieg skomponował muzykę (Sigurd Jorsalfar op. 22 na tenor, chór i orkiestrę – 1872 oraz Suita z „Sigurda Jorsalfara” op. 56 na orkiestrę symfoniczną – 1892).